# کلیسای قدیمی وینچستر

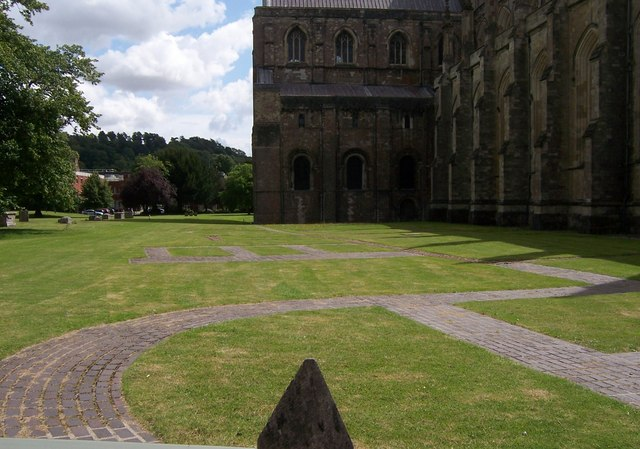

کلیسای قدیمی وینچستر (انگلیسی: Old Minster, Winchester) یک کلیسای جامع آنگلوساکسون در وینچستر از ۶۶۰ تا ۱۰۹۳ بود. این مکان در شمال وینچستر قرار دارد. این ساختمان سنگی در ۶۴۸ برای شاه وسکس ساخته شد.